# Janne Stefansson
Janne Stefansson (* 19. März 1935 in Transtrand) ist ein ehemaliger schwedischer Skilangläufer.

## Karriere
Stefansson nahm zweimal an Olympischen Winterspielen teil.
1960 belegte er über 15 km den siebten Platz. Mit der 4 × 10-km-Staffel verpasste er die Medaillenränge nur knapp.
Sein größter Erfolg war der Gewinn der Goldmedaille mit der 4 × 10-km-Staffel bei den Olympischen Winterspielen 1964 in Innsbruck in der Besetzung Karl-Åke Asph, Sixten Jernberg, Janne Stefansson und Assar Rönnlund.
Als Einzelstarter nahm er an den Wettbewerben über 15 km (5. Platz), 30 km (4.) und 50 km (4.) teil.
Zwei Jahre zuvor hatte er bei den Nordischen Skiweltmeisterschaften in Zakopane die Silbermedaille über 30 km gewonnen.
Zwischen 1962 und 1969 gewann er siebenmal den Wasalauf. In diesem Zeitraum wurde er nur 1967 von seinem Landsmann und Kameraden der Goldstaffel von 1964, Assar Rönnlund, geschlagen und erreichte als Zweiter das Ziel. Damit ist er nach dem 9-maligen Sieger des Wasalaufes, Nils „Mora-Nisse“ Karlsson, der erfolgreichste Teilnehmer dieses Traditionslaufes.

## Erfolge

### Nordische Skiweltmeisterschaften
- 1962 in Zakopane: Silber über 30 km

### Olympische Winterspiele
- 1964 in Innsbruck: Gold mit der 4 × 10-km-Staffel